# Alfredo Guida
Alfredo Guida (Napoli, 17 febbraio 1896 – Napoli, 15 luglio 1967) è stato un editore italiano.

## Biografia
Nacque da Carolina Capaldo e Giovanni Guida, entrambi di umili condizioni. Completò solo la scuola dell'obbligo, che allora terminava alle elementari. Nonostante ciò, la passione per i libri lo spinse ad una spontanea organizzazione affittuaria di testi di sua proprietà.
All'età di ventiquattro anni (1920) costituì assieme a tre suoi fratelli una libreria a Port'Alba, futuro centro della fortunata casa editrice. A seguito di una crisi libraria cittadina, le prestazioni ed i proventi dei fratelli Guida furono incrementate da un conseguente monopolio, che permise inoltre a loro di aprire un'altra sede a piazza dei Martiri.
L'attività librario-editoriale della famiglia prosegue tutt'oggi ad opera del figlio Mario Guida e degli altri eredi.